# Piotr Krasoń
Piotr Krasoń (ur. 1956 w Szczecinie) – polski matematyk, specjalizujący się w geometrii algebraicznej, K-teorii, metodach numerycznych, teorii homotopii oraz topologii algebraicznej; nauczyciel akademicki związany z Uniwersytetem Szczecińskim.

## Życiorys
Urodził się w 1956 roku w Szczecinie, z którym związał całe swoje życie prywatne i zawodowe. Po ukończeniu kolejno szkoły podstawowej i średniej podjął studia na Wydziale Elektrycznym Politechniki Szczecińskiej, które ukończył w 1977 roku zdobywając tytuł magistra inżyniera. Niedługo potem rozpoczął drugi kierunek studiów – matematykę na Wydziale Matematyki i Fizyki Uniwersytetu im. Adama Mickiewicza w Poznaniu, zakończone magisterium także w 1977 roku. W 1980 roku uzyskał stopień naukowy doktora nauk technicznych na Politechnice Szczecińskiej na podstawie pracy pt. Metoda równań całkowych w wybranych dynamicznych i statycznych zagadnieniach teorii pola elektromagnetycznego, napisanej pod kierunkiem prof. Wojciecha Antoniego Lipińskiego. Praca ta otrzymała nagrodę III stopnia Ministra Nauki i Szkolnictwa Wyższego. W 1989 roku otrzymał stopień naukowy Doktora habilitowanego na podstawie rozprawy nt. Metoda elementu globalnego w problemach analizy pól elektromagnetycznych i cieplnych na Politechnice Gdańskiej.
W latach 1987–1992 przebywał w Stanach Zjednoczonych, gdzie odbył studia doktoranckie na Wydziale Matematycznym Uniwersytetu Wirginii, zakończone napisaniem w 1991 roku rozprawy doktorskiej pt. On the Category of Unstable Modules over the Steenrod Algebra Moduloits Nilpotents. W roku akademickim 1991/1992 był profesorem wizytującym w Lehigh University w Bethlehem.
W 1992 roku powrócił do Polski, zostając zatrudniony na stanowisku profesora nadzwyczajnego na Uniwersytecie Szczecińskim. Był członkiem Senatu tej uczelni w kadencjach 1993-1995 i od 2008 roku. W latach 2002–2008 piastował urząd prodziekana ds. nauki, a od 2008 roku dziekana Wydziału Matematyczno-Fizycznego Uniwersytetu Szczecińskiego.
Od 2021 roku profesor nauk ścisłych i przyrodniczych.

## Dorobek naukowy
Zainteresowania naukowe Piotra Krasonia koncentrują się wokół zagadnień związanych z arytmetyczną geometrią algebraiczną, K-teorią, topologią, teorią liczb. Jest autorem około 48 publikacji naukowych. Członek American Mathematical Society od 1987 oku, a także w dwóch kadencjach – Komitetu Matematyki Polskiej Akademii Nauk. (1995–2001). Od 1994 r. współpracuje z Uniwersytetem Adama Mickiewicza w Poznaniu, prowadząc wspólne seminarium z arytmetycznej geometrii algebraicznej, czego efektem była organizacja trzech międzynarodowych konferencji (1995, 2007, 2012) oraz Nagroda Zespołowa Ministra II stopnia za badania naukowe. Przebywał na stażach naukowych na zaproszenie m.in. w ICTP w Trieście (Włochy), Newton Institute w Cambridge (Wielka Brytania), Max Planck Institute w Bonn (Niemcy), Uniwersytecie w Bielefeld (Niemcy), w Instytucie Weizmanna w Rechowot (Izrael). Wygłosił kilkadziesiąt zaproszonych wykładów na prestiżowych konferencjach bądź seminariach, m.in. w Princeton, w Sankt Petersburgu, w Strasburgu, w Nankinie.